# 요나 (마이크로프로세서)
요나(Yonah)는 인텔의 마이크로프로세서이다. 2006년 1월 5일에 출시되었다. 이 프로세서는 펜티엄 M 프로세서의 후속작이다. 또한 2006년부터 시작한 인텔의 새로운 브랜드 작업의 일부분이기도 하다. 다음 세대의 인텔 데스크톱 프로세서들은 펜티엄이란 이름보다는 인텔 코어 2라는 이름으로 출시되었다.

## 개요
요나는 인텔의 최초 65 나노미터 공정 모바일 CPU이다. 이는 바니아스/도선 펜티엄 M 프로세서의 후속작이다. SSE3 구현이 새로 추가되었고 SSE, SSE2 구현도 개선되었다. 또한 요나 프로세서는 XD 비트도 지원한다.
코어 듀오는 세계 최초 25와트 이하 듀얼코어 프로세서이다. 기존의 옵테론 360, 860 HE는 55 와트였다. 코어 듀오는 2006년 1월 5일에 출시되면서 나파 플랫폼의 일부로 사용되고 있다. 이것은 애플 매킨토시 컴퓨터가 사용한 최초의 판매용 인텔 프로세서이기도 하다. (애플 개발자 전환 킷은 펜티엄 4 프로세서를 사용하지만 판매용은 아니었다)
기존의 인텔 제품과는 다르게 인텔 코어 듀오는 인텔의 밴더풀 가상화 기술을 지원한다.  하지만 몇몇 제조업체들은 이 옵션을 바이오스에서 켜거나 끌 수 있도록 만든다. EM64T 기술은 요나 프로세서가 지원하지 않지만, 요나의 후속작 코어 2, 코드네임 메롬에서 지원할 예정이다.
인텔 코어 듀오는 코어 2개로 이뤄져 있고 공유되는 2 MB의 L2 캐시를 가지고 있다. 또한 L2 캐시와 FSB를 조종하는 버스를 가지고 있다. 인텔 코어 프로세서의 후속 스테핑들은 절전을 위해서 코어를 끌 수 있는 기능도 지원할 예정이다. 인텔 코어 솔로는 코어 듀오처럼 2개의 코어를 설치할 수 있도록 되어 있지만 두 번째 코어를 끄고 출시된다. 이는 아직까지도 단일 프로세서 환경의 수요가 있으며, 인텔이 품질 검사를 할 때 하나의 코어가 불량이어도 손쉽게 CPU를 팔 수 있도록 해 줄 수 있다.

### 기술 사양
코어 듀오는 1억 5천 100만 개의 트랜지스터로 이뤄져 있으며, 공유된 2 MB L2 캐시를 가지고 있다. 요나의 실행 구조는 12 파이프라인으로 되어 있으며, 최고 클럭 2.33-2.50 GHz를 끌어낼 수 있을 것으로 보인다. L2 캐시와 코어 사이는 FSB가 아닌 다른 버스를 통해서 이루어진다. 하지만 코어 대 L2 캐시 간의 지연 시간이 수반된다. (도선에서 10 주기였던 것이 14 주기가 되었다) 전력 관리 기술도 향상되었다. 코어 프로세서는 FSB와 667 MHz로 통신하며, 펜티엄 M의 533 MHz보다 더 빠르다.
요나는 945GM, 945PM, 945GT 칩셋에서 지원한다. 코어 듀오와 솔로 프로세서는 FCPGA6 (478핀) 레이아웃을 사용하지만 기존 펜티엄 M 프로세서와 핀 배열이 달라서 호환되지 않는다.

### 장점과 단점
요나 프로세서의 특징은 다음과 같다.
- 전력 변화 없이 코어 개수 증가
- 성능 증가
- 전력 당 성능 비 증가

요나는 펜티엄 M 아키텍처의 단점도 이어받는다:
- CPU 내 메모리 컨트롤러 부재에 의한 높은 메모리 지연 시간
- FPU 지연 시간 증가
- 64비트 (EM64T) 지원 부재
- 단일 스레드 프로그램에서의 실행 성능 감소

요나 플랫폼은 모든 메모리 입출력이 메인보드의 노스브리지를 통과하도록 강제하며, AMD의 튜리온에 비해서 성능 감소가 있을 수도 있다. 하지만 이것은 인텔 프로세서의 특징이기도 하다. 하지만 실제 성능에서는 결코 뒤지지 않는다는 결과가 나타났다.
많은 사람들이 요나 프로세서에서 64비트 지원이 없다는 것을 아쉽게 생각한다. 하지만 시장에서의 64비트 운영 체제의 수요가 적으며 이는 윈도우 비스타가 나오기 전까지 바뀌지 않을 것이다. 또한 대부분 노트북들이 2 GB 이상의 RAM을 달기 힘들게 되어 있으므로 64비트의 강점 중 하나를 희생해야 한다. 요나 기반의 서버를 위한 소사만 프로세서 또한 EM64T 지원이 없다. 서버 시장에서는 64비트 지원이 이미 중요시되고 있기 때문에 이는 커다란 약점이다.
2005년 모바일 로드맵에 의하면 인텔은 p6+ 펜티엄 M 프로세서의 전력량을 줄이기 위해서 노력했으며 넷버스트 아키텍처를 유지하려고 했었지만, 전력 소모 때문에 최근 방향을 전환하였다.

### 클럭 속도
인텔은 CES 2006에서 코어 듀오와 코어 솔로를 공개하였다. 'T'로 시작하는 이름이 붙은 프로세서들은 성능을 중시하였고 'L'로 시작하는 것들은 저전력을 중시하였다. 그 이후에 코어 개수에 따라 1과 2가 오며, 3자리 성능 지수가 따라온다. 모든 코어 프로세서들은 공유되는 L2 캐시 2 MB를 내장한다.
- 인텔 코어 솔로 프로세서 T1200: 1.5 GHz, 싱글 코어
- 인텔 코어 솔로 프로세서 T1300: 1.66 GHz, 싱글 코어
- 인텔 코어 듀오 프로세서 L2300: 1.5 GHz, 듀얼 코어 저전력
- 인텔 코어 듀오 프로세서 L2400: 1.66 GHz, 듀얼 코어 저전력
- 인텔 코어 듀오 프로세서 T2300: 1.66 GHz, 듀얼 코어
- 인텔 코어 듀오 프로세서 T2400: 1.83 GHz, 듀얼 코어
- 인텔 코어 듀오 프로세서 T2500: 2.0 GHz, 듀얼 코어
- 인텔 코어 듀오 프로세서 T2600: 2.16 GHz, 듀얼 코어
- 인텔 코어 듀오 프로세서 T2700: 2.33 GHz, 듀얼 코어

## 같이 보기
- 코어 마이크로아키텍처